# Saint-Didier-de-Formans
Saint-Didier-de-Formans là một xã ở tỉnh Ain, vùng Auvergne-Rhône-Alpes thuộc miền đông nước Pháp.